# حسین منصور حلاج
ابوالمغیث عبدالله بن احمد بن ابی طاهر مشهور به حسین بن منصور حلاج (کنیه: ابوالمغیث) شاعر، عارف و صوفی پُرآوازهٔ ایرانی سده سوم هجری است. او در ۲۴۴ هجری به دنیا آمد. به خاطر عقایدش عده‌ای از علمای اسلامی آموزه‌هایش را مصداق کفرگویی دانسته، او را به اتهام صوفی بودن تکفیر کردند و حکم به ارتدادش دادند. قاضی شرع بغداد به دستور ابوالفضل جعفر مقتدر، خلیفه عباسی حکم اعدامش را صادر کرد و به جرم «کُفرگویی و الحاد» پس از شکنجه و تازیانه در ملاعام به دار آویخته شد. فرمان قتل حلاج در ۲۴ ذی‌القعده ۳۰۹ هـ.ق. صادر شد. او را ابتدا هزار تازیانه زدند، دست و پایش را بریدند و بدنش را به دار آویختند، سپس سرش را بریدند، جسدش را آتش زدند و خاکسترش را به دجله ریختند.
جملهٔ معروف «انا الحق» (من حقیقت هستم یا من خدا هستم) که در ادبیات فارسی بارها تکرار شده است، از حلاج است. برخی این مسئله را نشانه‌ای از ادعای خدایی کردن حلاج می‌دانند؛ حال آنکه عده‌ای دیگر بر این باورند خدا از طریق حلاج سخن گفته است.
شاعران فارسی‌زبانی همچون باباطاهر، عطار نیشابوری، حافظ، سنایی، مولوی، ابوسعید ابوالخیر، فخرالدین عراقی، مغربی تبریزی، محمود شبستری، قاسم انوار، شاه نعمت‌الله ولی و اقبال لاهوری محمد علی بهمنی دربارهٔ او بیت‌هایی سروده‌اند.
حلاج از عارفان و صوفیان جهان اسلام که اختلافات فراوانی دربارهٔ مذهب، عقاید و اقدامات او وجود دارد. برخی او را سنی دانسته‌اند، اما بر اساس برخی منابع شیعه، و همچنین بنابر نقل خطیب بغدادی در کتاب تاریخ بغداد، حلاج منسوب به شیعیان بوده است. حلاج را از قرمطیان، معتقد به اتحاد و حلول، زندیق، اهل سحر و شعبده و همچنین کافر خوانده‌اند. همچنین او را مدعی امامت، نبوت، ربوبیت و الوهیت دانسته‌اند. مذهب او، گاه شیعه زیدی، گاه اسماعیلی و گاه شیعه اثناعشری دانسته شده و او در محکمه‌هایی خود را از اهل سنت و معتقد به اصول و فروع اسلام و مبانی قرآن معرفی کرده است.

## نام‌ها
او بیشتر به نام پدرش، منصور حلاج، معروف است. برای وی کنیه‌های دیگری نیز چون «ابو عماره»، «ابو محمد» و «ابو مسعود» نیز آورده‌اند. اهل فارس او را ابوعبدالله الزاهد، اهل خراسان ابوالمهر، اهل خوزستان حلاج الاسرار، در بغداد مصطلم، در بصره مخبر. اهل هند ابوالمغیث و اهل چین او را ابوالمعین می‌خواندند.
عطار نیشابوری در کتاب تذکرةالاولیاء شرحی گسترده بر کرامات و مقامات حسین بن منصور نگاشته است.
برای لقب او، «حلاج»، سه توجیه آورده‌اند:
1. پدرش پیشه حلاجی داشته است.
2. نیکو سخن می‌گفته و رازها را حلاجی می‌کرده است.
3. کرامتی در همین زمینه از خود نشان داده است. از کنار یک انبار پنبه می‌گذشت، اشاره کرد و دانه از پنبه بیرون آمد.[۲]

## زندگی‌نامه

### کودکی و نوجوانی
حسین بن منصور در سال ۲۴۴ هجری قمری در روستای تور از توابع شهرستان بیضا استان فارس در خانواده‌ای تازه مسلمان و سنی مذهب متولد شد، جد او در ابتدا زرتشتی بود که مسلمان شد.
پدر حلاج همراه با حسین خردسال به واسطه تنگ‌دستی از تور بیضاء به شوشتر که مرکز نساجی و بافندگی بود، رفت و مدتی در آن جا بود. سپس از آنجا به شهر واسط که کنار دجله و بین بصره و کوفه بود، مسافرت کرد.
او در دارالحفاظ شهر واسط به کسب علوم مقدماتی پرداخت و در ۱۲ سالگی حافظ کل قرآن شد. سپس برای درک مفاهیم قرآن نزد سهل بن عبدالله شوشتری رفت و راه و رسم تصوف را از او آموخت و خرقه پوشید. حلاج در دوران کودکی و نوجوانی در شوشتر و واسط نشو و نما یافت.

### سفر به بصره
زمانی که سهل به بصره تبعید شد، حسین نیز به همراه استاد خویش به بصره رفت. چندی بعد در ۱۸ سالگی به بغداد رفت و نزد عمرو بن عثمان مکی ۱۸ ماه همنشین شد. حلاج در بصره با امّ‌الحسین، دختر ابویعقوب اقطع صوفی، منشی جنید، ازدواج کرد و دارای سه پسر و یک دختر شد. ازدواج او با اعتراض شدید استادش، عمرو مکی، روبه‌رو شد. این اعتراض به اختلاف و دشمنی بین استاد و پدرزنش، ابویعقوب اقطع، انجامید
عمرو بن عثمان از او رنجید و او را از خود راند. او نیز راهی بغداد شد و در حلقه درس جنید بغدادی وارد شد اما جنید او را به مدارا با استاد و خلوت‌نشینی فراخواند.

### سفر به مکه
۲۶ ساله بود که برای زیارت کعبه راهی مکه شد و یک سال مجاور بیت‌الحرام ماند. غذایش در هر روز سه لقمه نان و اندکی آب بود و جز برای قضای حاجت از آن خارج نمی‌شد. پس از مجاورت کعبه به بغداد بازگشت و دوباره به حلقه یاران جنید بغدادی پیوست اما به جهت دعوی «اناالحق» از جانب آن‌ها طرد شد و رابطه خود را با صوفیه برید. بعد از سفر سوم خود به حج، پدر زنش ابویعقوب و استادش عمروبن عثمان نیز از او بیزاری جستند. جنید نیز پس از ایجاد اختلاف و شنیدن سخنان حلاج به او گفت: تو در اسلام رخنه‌ای و شکافی افکنده‌ای که سر جدا شده از پیکرت می‌تواند آن را مسدود کند.

### سفر به ماوراءالنهر و چین
پس از ایجاد اختلاف بین حلاج و استادانش او به سفرهایی به هند، خراسان، ماوراءالنهر، ترکستان، چین و… پرداخت و طرفداران و پیروانی را نیز با خود همراه کرد. طوری‌که مردم هندوستان او را «ابوالمُغیث» مردم چین و ترکستان «ابوالمعین»، مردم خراسان و فارس «ابوعبدالله زاهد» و مردم خوزستان او را «شیخ حلاج اسرار» خطاب می‌کردند. وی در این سفرها موفق به نگاشتن آثاری هم شد. حلاج در این سیاحت‌ها، ضمن فراخواندن بت‌پرستان به اسلام، عقاید خود را نیز انتشار داد. وی در میان ترکان ایغوری و مردمان دیگر، ضد ثنویت (زندقه) نیز تبلیغ کرد.

### بازگشت به بغداد
او پس از سفرهای طولانی و دیدار با مانویان و بودائیان به بغداد بازگشت و نقطه تمرکز فعالیت‌های خود را در آنجا قرار داد. او در میان مردم می‌گشت و با انجام اموری خارق‌العاده آن‌ها را به عقاید خویش دعوت می‌کرد و به آنان اینطور می‌گفت که مهدی موعود از طالقان ظهور خواهد کرد و ظهور وی نزدیک است. به همین جهت بزرگانی چون شیخ توسی، ابن اثیر و ابن ندیم او را در زمره مدعیان بابیت قرار داده‌اند.

### حج سوم
در حج سوم ــ که در حدود سال ۲۹۰ هجری انجام شد و دو سال با اعتکاف تمام در آن دیار به طول انجامیدـ در اندیشه و گفتار او تغییر اساسی پدید آمد. پسرش، حمد، در این‌باره می‌گوید که پس از بازگشت از سومین حج به بغداد، احوال او به کلی دگرگون شد و مردم را به چیزهایی خواند که او از آن‌ها بی‌خبر است. از برخی اشعار او پیداست که با این نیت به مکه رفت تا عقاید باطل خود را به پیشگاه حق عرضه کند و به جای گوسفند خود را قربان سازد. مخالفان حلاج گفته‌اند وی پیش از سفر حج، در هند نور ایمانش را به کفر باخت.

### تبلیغ افکار
پس از انزوا و دوری حلاج از اهل تصوف وی سعی کرد در میان امامیه برای خود طرفدارانی پیدا کند و با وجودی که حلاج اهل تسنن بود، با ارسال نامه‌هایی به بزرگان امامیه چون ابوسهل نوبختی و ابوالحسن بابویه خود را نائب امام زمان معرفی می‌کرد. حلاج پس از ادعای بابیت تصمیم گرفت ابوسهل اسماعیل بن علی نوبختی (متکلم امامی) را به مسلک خویش آورد که در نتیجه هزاران شیعه امامی که تابع او بودند را به عقاید حلولی خویش معتقد سازد. به ویژه آنکه جماعتی از درباریان خلیفه، به حلاّج حسن نظر نشان داده و جانب او را گرفته بودند؛ ولی ابوالحسن بابویه که پیری مجرّب بود، نمی‌توانست ببیند او با مقالاتی تازه، خود را معارض حسین بن روح نوبختی وکیل امام غایب معرفی می‌کند.
ابوسهل نوبختی در پاسخ به حلاج گفت: «وکیل امام زمان باید معجزه (گواهی بر مدعا) داشته باشد. اگر راست می‌گویی، موهای مرا سیاه کن. اگر چنین کاری انجام دهی، همه ادعاهایت را می‌پذیرم». حسین بن حلاج که می‌دید ناتوان است، با تمسخر مردم روبه‌رو شد و به قم شتافت و به مغازه علی بن بابویه (پدر شیخ صدوق) رفت و خود را نماینده امام زمان خواند. مردم قم نیز بر وی شوریدند و او را با خشونت از شهر بیرون افکندند. ابن حلاج، پس از آن‌که جمعی از خراسانیان ادعایش را پذیرفتند، دوباره به عراق رفت.

### فرار و پنهان شدن
گسترش بدبینی‌ها و شکست هواداران حلاج، بغداد را برای او ناامن کرد؛ از این‌رو، وی به تستر گریخت و در آنجا، که مرکز هواخواهان حنبلی‌اش بود، پنهان شد.
در همین فاصله برخی از یاران حلاج، به سبب پافشاری بر عقاید او، دستگیر شدند و به عقاید کفرآمیز خود دربارهٔ ربوبیت حلاج اعتراف کردند.

### دستگیری
حلاج دو سال متواری و مخفی بود تا آنکه ابوالحسن علی‌بن احمد راسبی که از قدیمی‌ترین دشمنان حلاج بود، اتفاقاً مخفیگاه او را کشف کرد. حلاج با لباس مبدل، در حالی‌که سعی در انکار هویت خود داشت، دستگیر شد و هویتش با خیانت یکی از پیروان او، به نام حماد دَبّاس، فاش گردید. دبّاس قبلاً در بغداد دستگیرشده و زیر شکنجه قول داده بود برای کشف مخفیگاه حلاج همکاری کند. راسبی پیامی برای دربار فرستاد مبنی بر اینکه حلاج مدعی ربوبیت و قائل به حلول است؛ بنابراین، در ربیع‌الآخر ۳۰۱، حلاج را در راه رفتن به بغداد، وارونه بر مرکب سوار کردند و لوحه‌ای به گردنش آویختند که بر آن نوشته شده بود: «این از داعیان قرمطی است».

### حبس
دوران حبس حلاج در سال‌های ۳۰۱–۳۰۸ هجری با دست به دست شدن مکرر منصب وزارت مصادف بود. حلاج این فرصت را غنیمت شمرد و به نشر افکار خود در میان زندانیان پرداخت. گزارش‌های بسیاری از بروز کرامات و خوارق عادات او در زندان خبر می‌دهد و همین عامل برشمار مریدان حلاج از میان زندانیان افزود. او طی این مدت نوشته‌هایی را نیز تحریر کرد و به تببین نظرات و عقاید خود پرداخت. این‌گونه به نظر می‌رسد که یکی از انگیزه‌ها برای تشکیل دادگاه دوم همین نوشته‌ها بوده است.

## مرگ

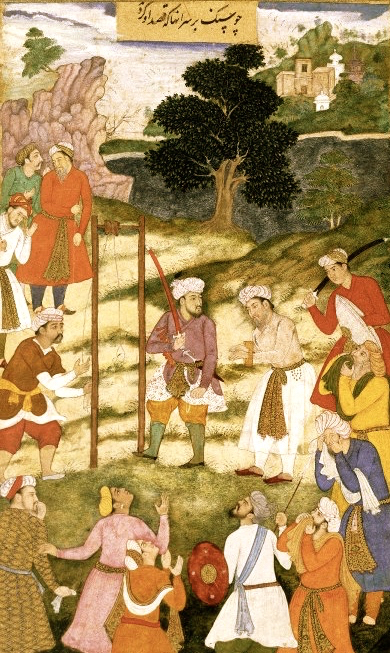
بر دار کردن منصور حلاج، نگاره قرن هفدهم میلادی، آلبوم وارن هاستینگز، موزه بروکلین، نیویورک.

رفتار شطح‌گونه و رفتار عجیب و خارق‌العاده حلاج باعث شد که معتزلیان او را به حیله‌گری و شعبده محکوم کنند. سرانجام حلاج بر اثر فتوای ابوبکر محمد بن داوود مؤسس مذهب ظاهریه مبنی بر واجب بودن قتل او و اقامه دعوای سهل بن اسماعیل بن علی نوبختی و پیگیری‌های ابوالحسن علی بن فرات وزیر شیعی مقتدر عباسی و نیز ابن مجاهد، مقری بزرگ قرآن در پایتخت خلافت عبّاسی، نهایتاً در بغداد
دستگیر و نزد برخی از قضات و روحانیون معروف و سرشناس، بازجویی شد. پس از گفت و شنودهایی در آن مجلس، علما و قضات آن عصر، از جمله «قاضی ابوعمرو» فتوا به حلیت خونش داده و وی را مهدورالدم اعلام کردند. آن گاه، وی را به زندان افکنده و منتظر فرمان مقتدر عباسی ماندند.
مقتدر، در پاسخ شان گفت: اگر علما، فتوا به ریختن خونش دادند، وی را به جلاد بسپارید تا هزار تازیانه بر او بزند و اگر هلاک نشد، هزار تازیانه دیگر بزند و سپس او را گردن زنند.
حامد بن عباس، وی را به محمد بن عبدالصمد سپرد تا در تاریکی شب، در کنار رود دجله و در داخل محوطه سربازخانه، وی را هزار تازیانه زدند و سپس دست‌ها و پاهایش را قطع و آن‌گاه، سرش را از بدن جدا نمودند و تن بی‌جانش را در آتش سوزانیدند و خاکسترش را در دجله ریخته و سرش را پس از مدتی آویختن بر روی پل بغداد به خراسان (مرکز اصلی پیروان حلاج) فرستادند، تا درس عبرتی برای پیروانش باشد.

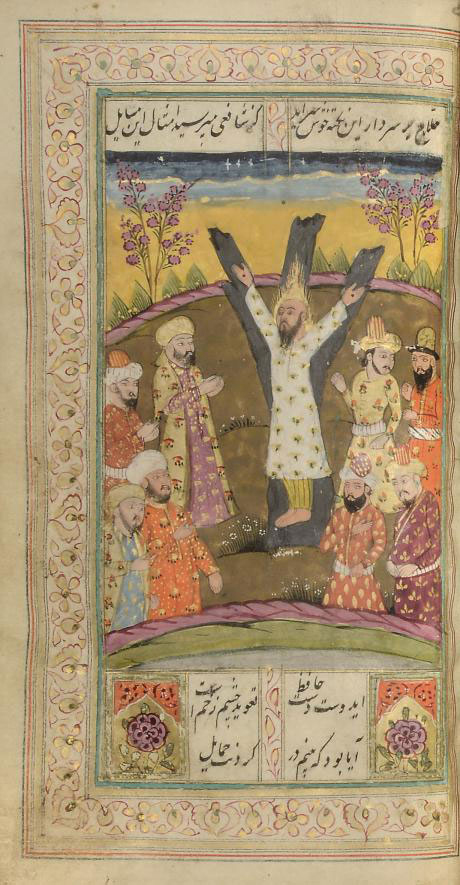
سوزاندن و مصلوب کردن منصور حلاج، نسخه‌خطی کشمیری، قرن ۱۹ میلادی.

## اتهام کفرگویی
از او به جز شعار «انا الحق»، روایت‌های دیگری نیز موجود است. در تذکره الاولیاء عطار نیشابوری آمده است که عمرو بن عثمان، حسین منصور حلاج را دید که چیزی می‌نوشت گفت: «چه می‌نویسی» گفت که «چیزی می‌نویسم که با قرآن مقابله کنم» عمرو بن عثمان او را دعا بد کرد و از پیش خود مهجور کرد پیران گفتند هرچه بر حسین آمد از آن بلاها به سبب دعاء او بود. همچنین منصور حلاج نامه‌ای به دوست خود، شاکر بن احمد فرستاد و در آن نوشته بود «اَهدِم الکعبه» یعنی کعبه را ویران کن!

## آثار
- طاسین الازل و الجوهر الاکبر
- طواسین
- الهیاکل
- الکبریت الاحمر
- نورالاصل
- جسم الاکبر
- جسم الاصغر
- بستان المعرفه
- دیوان اشعار حلاج (از او به زبان عربی به جای مانده که در اروپا و ایران به چاپ رسیده است).

روزبهان بقلی فسایی می‌گوید شنیدم که هزار تصنیف کرد و همه را اهل حسد بسوختند.

## حلاج در آثار ادب فارسی
در ادبیات فارسی اصطلاح «حلاج‌وار» آرایه‌ای ادبی است و به معنای «فردی که بی‌پروا از عواقب عقیده‌اش، آنچه بدان باور داشت کرد، تا آن‌جا که سر در پای بی‌باکی باخت».
بیشتر شاعران پس از او از یک بیت تا یک فصل از دیوان خود را به او اختصاص داده‌اند. فصلی از کتاب تذکرة الاولیاء عطار به او اختصاص دارد.
عطار نیشابوری
| زان می که خورد حلاج گر هر کسی بخوردی |  | بر دار صد هزاران برنا و پیر بودی |

حافظ دربارهٔ او می‌گوید:
| گفت آن یار کزو گشت سر دار بلند |  | جرمش این بود که اسرار هویدا می‌کرد |

| حَلّاج بر سرِ دار این نکته خوش سُراید |  | از شافعی نپرسند امثالِ این مسائل |

| چو منصور از مراد آنان که بردارند بر دارند |  | بدین درگاه حافظ را چون می‌خوانند می‌رانند |

مولوی دربارهٔ او می‌گوید:
حلاج وشانیم که از دار نترسیم/مجنون صفتانیم که در عشق خداییم
محمد اقبال لاهوری دربارهٔ بردار کشیدن حسین منصور حلاج سروده است:
| کم نگاهان فتنه‌ها انگیختند |  | بنده حق را بدار آویختند |

| آشکارا بر تو پنهان وجود |  | بازگو آخر گناه تو چه بود؟ |

همچنین از ابوسعید ابوالخیر:
| منصور حلاج آن نهنگ دریا       |  | کز پنبهٔ تن دانهٔ جان کرد جدا |
| روزی که انالحق به زبان می‌آورد |  | منصور کجا بود خدا بود خدا   |

همچنین از سید روح‌الله خمینی:
| فارغ از خود شدم و کوس اناالحق بزدم |  | همچو منصور، خریدار سر دار شدم |

همچنین سنایی، مولوی، فخرالدین عراقی، مغربی تبریزی، محمود شبستری، قاسم انوار و شاه نعمت‌الله ولی دربارهٔ او بیت‌هایی سروده‌اند.

### در آثاری دیگر
- «تعزیه حلاج»، تعزیه‌ای تاریخی با داستانی کاملاً متفاوت و عرفانی که اصل آن در کتابخانه واتیکان قرار دارد.[۳۱]